# Anti-flag
Anti-Flag (română anti-steag) este o trupă de punk (punk rock, streetpunk, hardcore punk) din Pittsburgh, Pennsylvania, S.U.A.. 

## Etimologie și simbolistică
Numele de Anti-Flag creează destul de des dispute. Unii cred că termenul indică un sentiment anti-american, însă după coperta de pe albumul A new kind of army, Anti-flag nu înseamnă anti-american ci anti-război. Mambrii trupei spun că termenul anti-flag înseamnă să lupți pentru unitate și pace sau împotriva naționalismului extrem.
Simbolul principal al trupei este Gunstar-ul (imagine). Acesata este e o stea ale cărui colțuri sunt formate din cinci arme de asalt rupte în două. Simbolul a apărut prima dată pe coperta albumului Mobilize. Simbolul este folosit foarte des pentru crearea de șabloane fiind foarte popular printre fani, mulți dintre aceștia avându-l tatuat.

## Membrii
- Justin Sane - Chitară și voce
- Chris #2 - Chitară bas și voce
- Chris Head - Chitară
- Pat Thetic - Tobe

### Foști membri
- 1988 - 1989: Lucy Fester - Voce
- 1993 - 1996: Andy Flag (Andy Wright) - Chitară bas și voce
- 1996 - 1998: Jamie Cock - Chitară bas

## Discografie
- Die for the Government (1996)- New Red Archives
- Their System Doesn't Work for You (1998) - A-F Records
- A New Kind of Army (1999) - Go-Kart Records/A-F Records
- Underground Network (2001) - Fat Wreck Chords
- Mobilize (2002) - A-F Records
- The Terror State (2003) - Fat Wreck Chords
- For Blood and Empire (2006) - RCA Records

### Proiecte solo
Justin Sane - Solo
- 3 Track Demo Tape (2001)
- These Are the Days EP (2002)
- Life, Love & the Pursuit of Justice (2002)

Chris #2 - Whatever It Takes
- A Fistful of Revolution full length CD
- Stars & Skulls EP
- The Cold of Winter
- The 40 Second Cure (An EP of 40 second songs, and two Cure covers)
- A Fistful of Revolution/Stars & Skulls
- The Code/Whatever it Takes split 10
- The Code/Whatever it Takes split CD

### Videoclipuri
- Turncoat (2003) de pe albumul The Terror State
- Death of a Nation (2004) de pe albumul The Terror State
- Post-War Breakout (2004) de pe albumul The Terror State
- Protest Song cu The Donots
- The Press Corpse (2006) de pe albumul For Blood and Empire'
- 1 Trillion Dollar$ (2006) de pe albumul For Blood and Empire
- This is the End (For You My Friend) (2006) de pe albumul For Blood And Empire
- War Sucks, Let's Party (2006) de pe albumul For Blood And Empire